# Elysius atrobrunnea
Elysius atrobrunnea är en fjärilsart som beskrevs av Rothschild 1909. Elysius atrobrunnea ingår i släktet Elysius och familjen björnspinnare. Inga underarter finns listade i Catalogue of Life.